# کلاه‌پارچه‌ای نارنجی
کلاه‌پارچه‌ای نارنجی (نام علمی: Mycena acicula) نام یک گونه از سرده کلاه‌پارچه‌ای‌ها است.